# Jörgen Petersson
Jörgen Petersson, född 12 oktober 1964, är en svensk fotbollsledare.
Från januari 2020 är Petersson verksam som sportchef i allsvenska Kalmar FF. 
Han har tidigare varit bland annat assisterande a-lagstränare respektive U19-tränare i Kalmar FF, assisterande tränare för Nigerias damlandslag i fotboll, scout åt Sveriges damlandslag i fotboll, assisterande a-lagstränare i Östers IF, assisterande tränare för Sveriges U23-damlandslag och huvudtränare för IFK Värnamo.